# Linha 1 (Metro de Barcelona)
A Linha 1 também conhecida como linha vermelha do Metrô de Barcelona é uma linha metroviária subterrânea que serve as cidades de Barcelona, L'Hospitalet de Llobregat e Santa Coloma de Gramenet. É a segunda linha de metrô mais antiga, a mais longa da rede e a única que ainda utiliza via de bitola ibérica.
A linha foi inaugurada em 1926 com o nome de Metropolitano Transversal para conectar os terminais ferroviários que existentes em Barcelona. Atualmente liga as estações Bellvitge e Fondo, numa via subterrânea de via dupla. Os pátios de estacionamento encontram-se em Santa Eulália e La Sagrera e oficinas na estação Bellvitge. Atualmente, possui 20,7 quilômetros de extensão e trinta estações.

## História
| - 1912: É apresentado o projeto do Metrô SO-NE de Barcelona, Sans-San Martín, Enlaces e Estaciones Centrales. - 1914: O projeto é paralisado pela Primeira Guerra Mundial. - 1920: É formada a Ferrocarril Metropolità de Barcelona S.A.. (FMB). - 1922: O Conselho de Obras Públicas aprova o projeto e por Decreto Real sua construção é permitida. A Câmara Municipal de Barcelona adquire ações da FMB porque o projeto pode desempenhar um papel importante no desenvolvimento da cidade. - 1923: O trabalho começa na linha. - 1926: Inauguração oficial do chamado trecho Transversal do Metrô entre Bordeta e Catalunha. - 1932: Expande-se de Bordeta a Bordeta Cotxeres (mais tarde Santa Eulália) e da Catalunha ao Triunfo Norte (Arco do Triunfo) - 1933: Estende-se até Marina. - 1953: O Transversal chega a Navas. - 1941: Entra em vigor a lei das “Bases da Gestão Ferroviária e do Transporte Rodoviário” e a Transversal é nacionalizada e fica dependente da RENFE até 1943 quando é devolvida pelos recursos apresentados. - 1952: A Câmara Municipal de Barcelona aprova um acordo de municipalização para todas as empresas de transporte público da cidade. - 1954: É ampliado com duas estações, La Sagrera e Fabra i Puig. - 1958: A Câmara Municipal adquire as ações ausentes da FMB. - 1961: FMB e GMB fundem-se na Ferrocarril Metropolità de Barcelona SA / SPM, o Transversal é renomeado para linha I. - 1968: A linha chega a Torras i Bages. - 1980: A estação Santa Eulália, terminal desde 1932, é fechada e desmontada para a extensão da linha. - 1983: atravessa o rio Besòs para Santa Coloma e chega pela primeira vez ao metrô Barcelonès Nord. Do lado de Llobregat, prolonga-se até Torrassa, é inaugurada a nova estação de Santa Eulália e encerrada Bordeta. - 1987: A linha é estendida para a Avenida Carrilet. - 1989: A linha chega a Feixa Llarga (mais tarde chamada de Hospital Bellvitge). - 1992: A linha é ampliada com uma estação, Fondo, a primeira adaptada para PMR. - 2010: Novas oficinas são inauguradas no Hospital Bellvitge para substituir as de Mercat Nou. |

Após várias tentativas de se organizar uma empresa para projetar, construir e operar uma linha de metrô em Barcelona, as autoridades locais constituíram em 1920 o Ferrocarril Metropolitano de Barcelona (FMB). A empresa obtém do Reino da Espanha a autorização para realizar as obras apenas em 1922. Assim, as obras da Linha foram iniciadas em 5 de fevereiro de 1923. A abertura do primeiro trecho ocorreu em  10 de junho de 1926, com a inauguração das estações Santa Eulàlia, Mercat Nou, Plaça de Sants, Espanya, Rocafort, Urgell,Universitat e Catalunya.

Cronologia da Linha 1.

## Informações técnicas
| Cor                           | Vermelho                         |
| Número de estações            | 30                               |
| Tipo                          | Metro convencional               |
| Distância                     | 20,7 km.                         |
| Trens                         | Série 4000, 6000                 |
| Tempo de viagem               | 35 minutos                       |
| bitola da via                 | 1.668 m (ancho ibérico antiguo)  |
| Tração                        | Eletricidade                     |
| Trecho ao ar livre            | entre Santa Eulàlia e Mercat Nou |
| Cobertura de telefone celular | Disponível em toda linha         |
| Oficinas e páteos de manobra  | Santa Eulàlia e Sagrera          |
| Operadora                     | TMB                              |

## Estações
| Estação               | Metrô | Passageiros ano 2016 |
| --------------------- | ----- | -------------------- |
| Hospital de Bellvitge |       | 1 400 301            |
| Bellvitge             |       | 1 845 762            |
| Avinguda Carrilet     |       | 2 938 826            |
| Rambla Just Oliveras  |       | 1 740 758            |
| Can Serra             |       | 1 433 766            |
| Florida               |       | 1 879 431            |
| Torrassa              |       | 2 964 128            |
| Santa Eulàlia         |       | 4 832 526            |
| Mercat Nou            |       | 1 265 761            |
| Plaça de Sants        |       | 4 628 616            |
| Hostafrancs           |       | 1 596 600            |
| Plaça d'Espanya       |       | 13 892 934           |
| Rocafort              |       | 3 690 902            |
| Urgell                |       | 3 184 953            |
| Universitat           |       | 7 712 064            |
| Plaça de Catalunya    |       | 17 416 282           |
| Urquinaona            |       | 6 964 547            |
| Arc de Triomf         |       | 4 671 700            |
| Marina                |       | 3 209 594            |
| Glòries               |       | 6 189 786            |
| Clot                  |       | 6 245 727            |
| Navas                 |       | 2 282 990            |
| La Sagrera            |       | 8 363 545            |
| Fabra i Puig          |       | 5 165 703            |
| Sant Andreu           |       | 3 421 770            |
| Torras i Bages        |       | 2 553 098            |
| Trinitat Vella        |       | 1 156 034            |
| Baró de Viver         |       | 329 640              |
| Santa Coloma          |       | 3 242 505            |
| Fondo                 |       | 3 668 020            |

As estações em sua maioria possuem plataformas laterais, exceto Mercat Nou e La Sagrera com plataformas centrais e com três plataformas as estações de Glòries, Clot Navas, Fabra i Puig, Sant Andreu e Torras i Bages.
As estações que sofreram mudança de nome são as seguintes: Hospital Bellvitge (Feixa Llarga), Santa Eulália (Bordeta Cocheras), Plaça de Sants (Sants) e Arco do Triunfo (Triunfo Norte).
A maioria das estações, 86% delas (26 de 30), são adaptadas para pessoas com mobilidade reduzida, exceto Plaça de Sants, Espanha, Urquinaona e Clot (L1). Ao todo, são dezesseis estações com conexões para outras linhas de metrô, bonde, FGC, trens urbanos e regionais e ônibus de média e longa distância.

## Expansão
Tanto o Plano Diretor de Infraestrutura da Autoridade de Transporte Metropolitano de 2001-2010 como o de 2009-2018 propõem a extensão de uma estação do Hospital de Bellvitge à estação Prat de Llobregat, por um lado, e em quatro estações de Fondo a Badalona Pompeu Fabra. As estações são as seguintes:

### Trecho de Llobregat
- Estação El Prat: Com correspondência com a L9, Rodalia de Barcelona e trens de alta velocidade.

### Trecho de Besòs
- Montigalà | Lloreda: intersecção da Rambla Sant Joan com a Pg. Olof Palme e Liszt Street. Cobrirá os bairros de Lloreda e Montigalà em Badalona.
- Sant Crist: Abrangerá o bairro de Sant Crist com acesso ao Mercado de Lloreda, Badalona.
- Bufalà: No cruzamento da Avinguda Martí i Pujol com a Carrer Bufalà, cobrindo o distrito de Bufalà, Badalona.
- Badalona Pompeu Fabra: Correspondência com a L2.

Embora não apareça como uma ação, o PDI propõe que em outra fase possa ser estendido ao longo do lado de Besò com uma estação até a estação suburbana de Badalona, conectando com a linha R1 Rodalia de Barcelona.

## Bibliografia

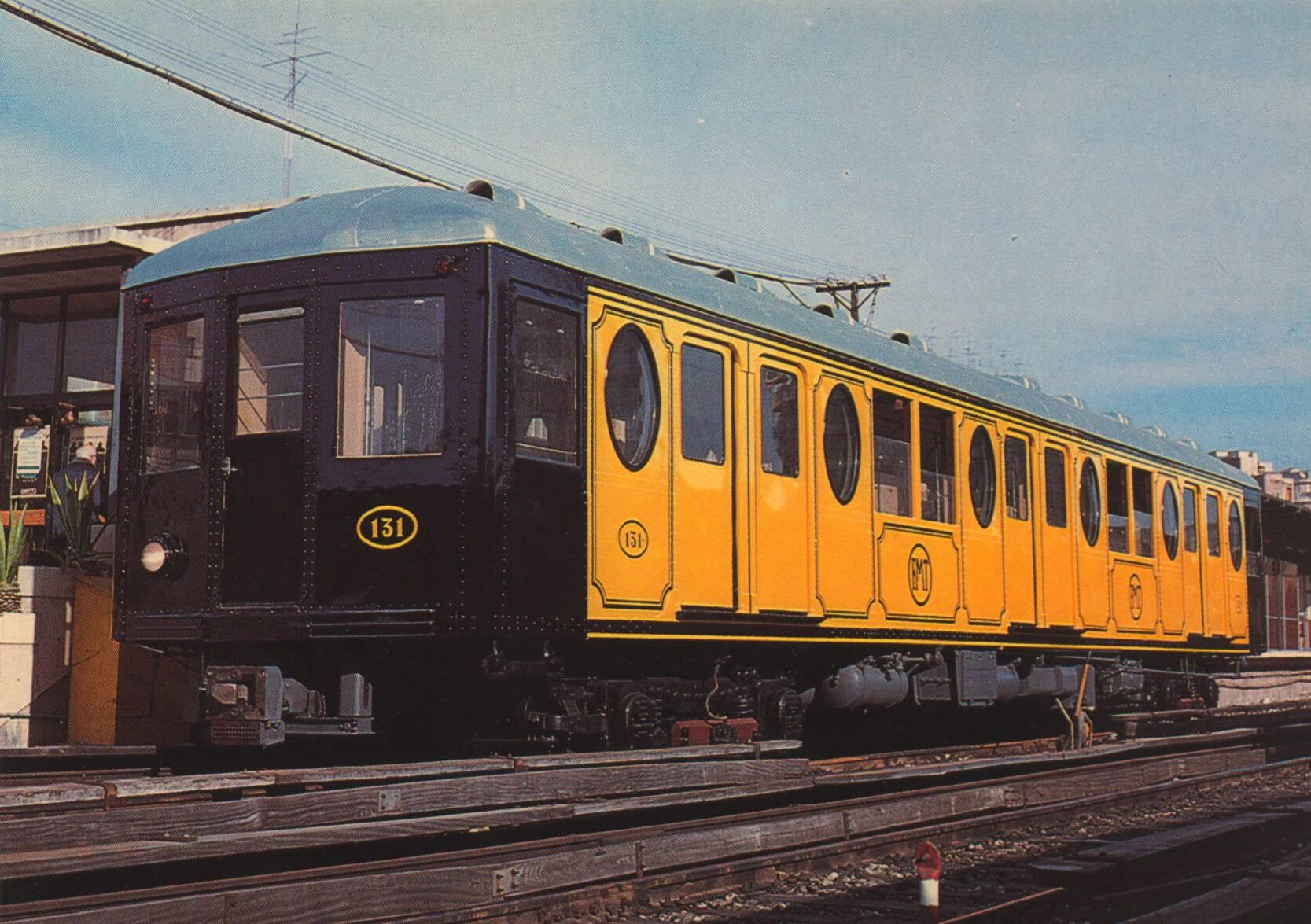
Trem da série 100, um dos primeiros trens do Metrô de Barcelona.
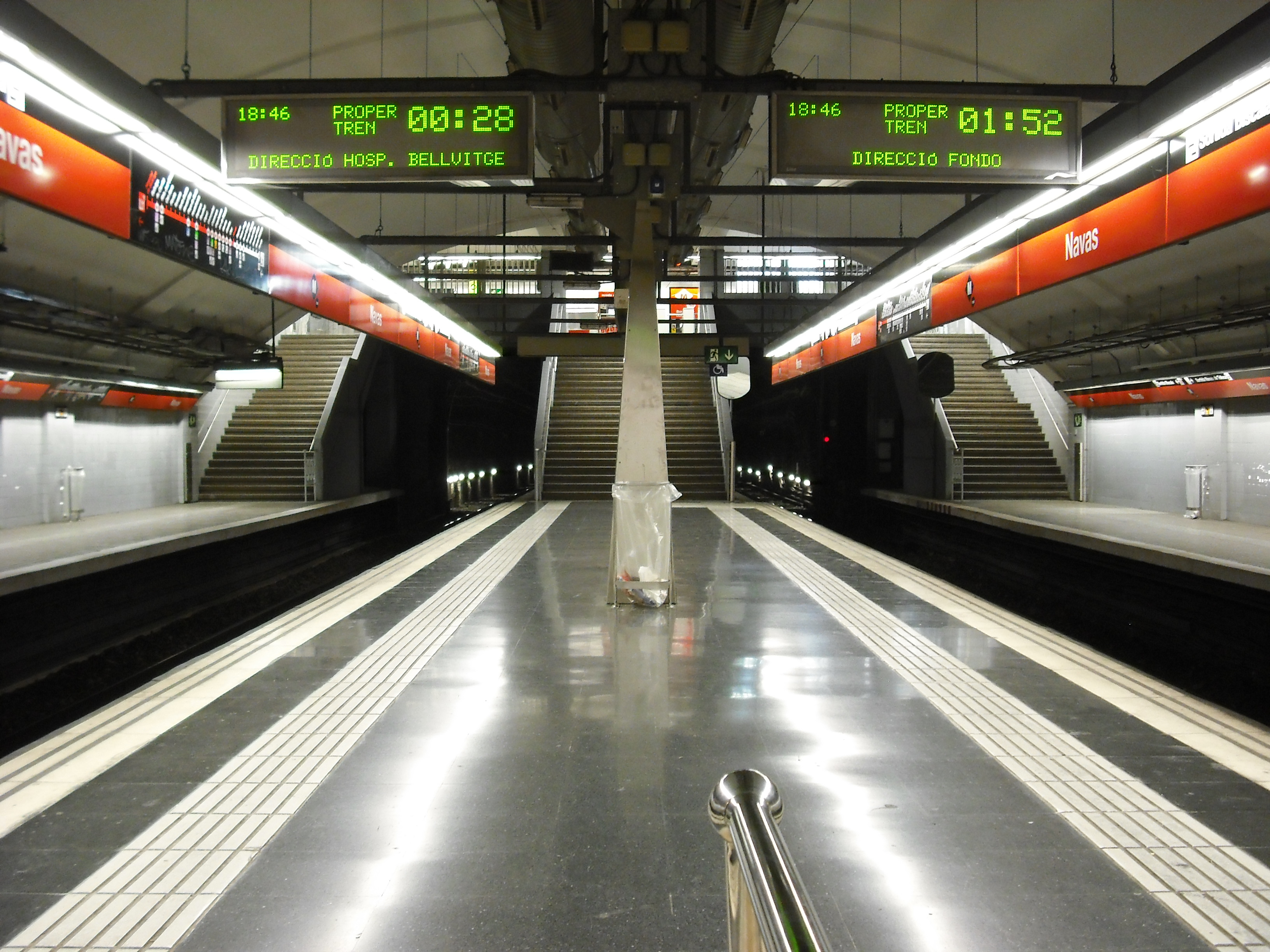
Estação Navas (1953).
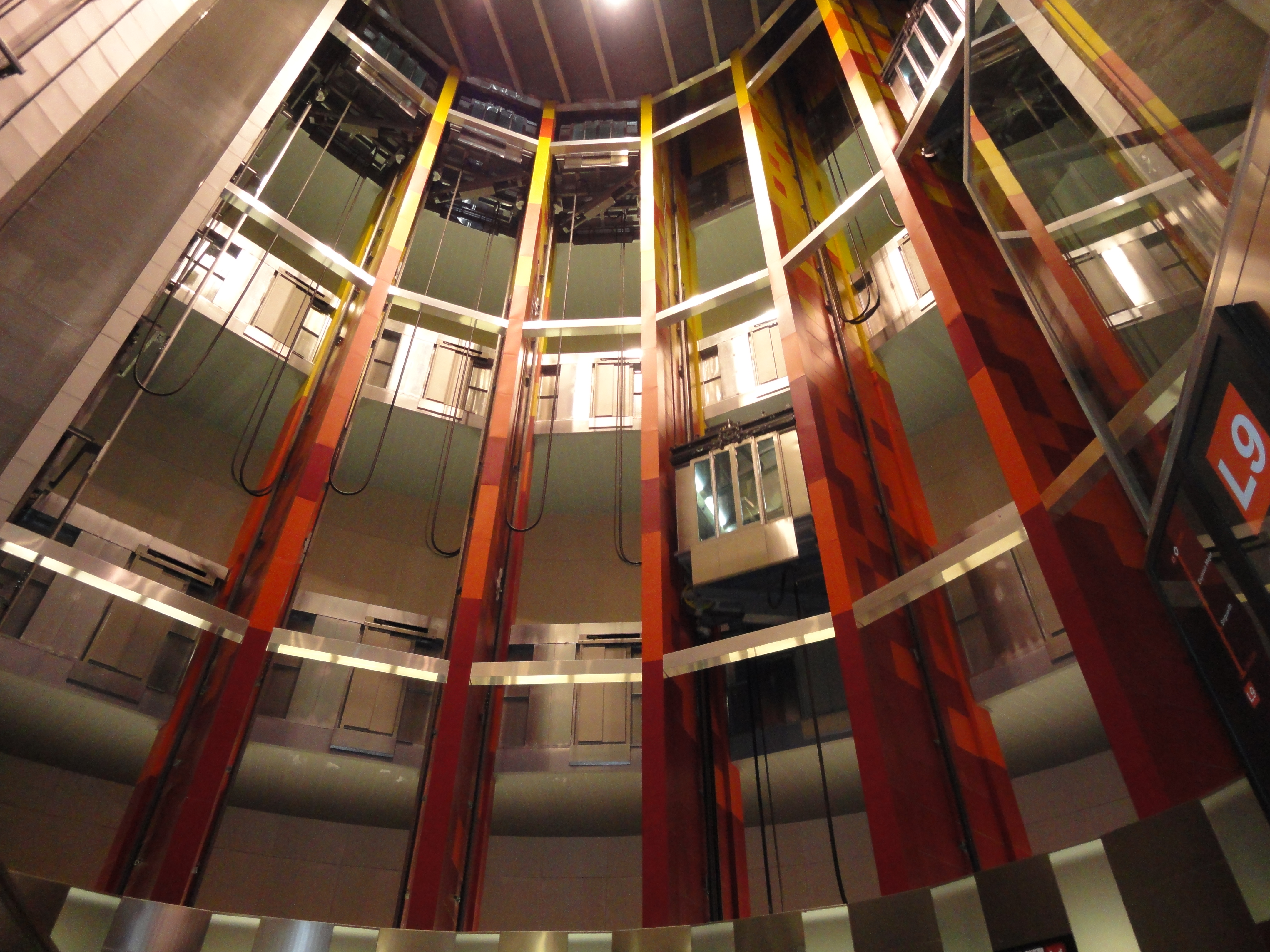
Estação Fondo (1995).
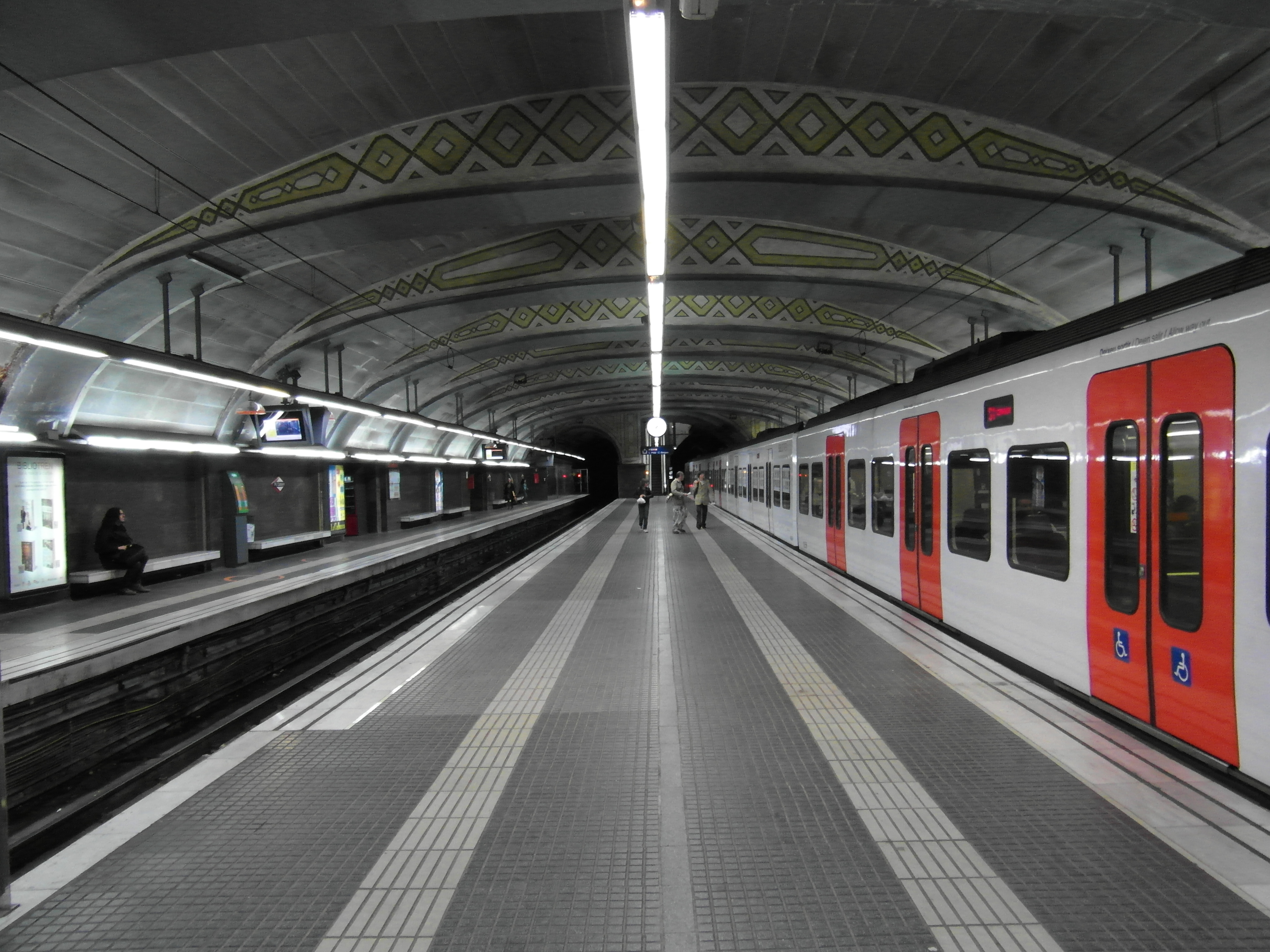
Estação Plaça de Catalunya (2012).
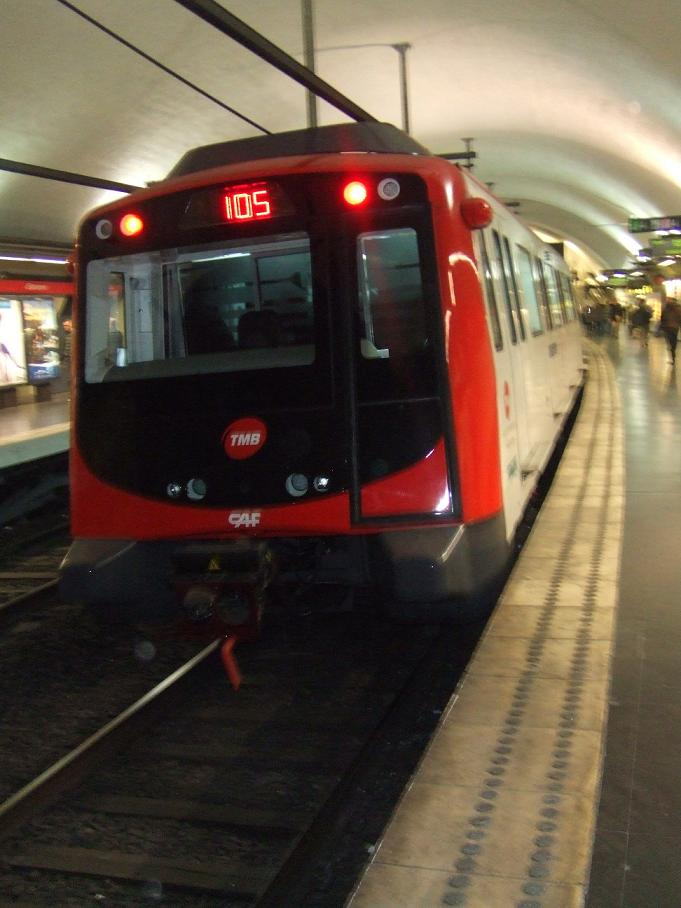
Trem da série 6000.